# Toyota Gazoo Racing
Toyota Gazoo Racing (dawniej Toyota Racing) – nazwa fabrycznych zespołów wyścigowych i rajdowych Toyoty.
Do kwietnia 2015 roku Toyota uczestniczyła w zawodach sportów motorowych pod trzema nazwami: "Toyota Racing", "Lexus Racing" i "Gazoo Racing". Nazwa "Gazoo Racing" została po raz pierwszy użyta w 24-godzinnym wyścigu na torze Nürburgring w 2007 roku. W kwietniu 2015 roku cała oficjalna działalność Toyoty w sporcie motorowym została zgromadzona pod jedną marką TOYOTA GAZOO Racing.
Zespół Toyota Racing zwany też Panasonic Toyota Racing startował w Formule 1 w latach 2002-2009.
Toyota Gazoo Racing zajmuje się także opracowywaniem wyczynowych samochodów dla zespołów prywatnych oraz samochodów sportowych i usportowionych wersji samochodów Toyoty.

## Motorsport

### Zespół Toyota Gazoo Racing WEC
Wcześniej Toyota Racing, startuje od 2012 roku w Mistrzostwach Świata Wyścigów Długodystansowych (FIA World Endurance Championship). Jako pierwszy wystawił do wyścigów bolid hybrydowy. Bolid wyprodukowany został przez Toyota Motorsport GmbH (TMG) z Kolonii. Była to Toyota TS030 Hybrid W sezonie 2014 zastąpił go bolid Toyota TS040 Hybrid, także produkcji TMG. W 2014 zespół wygrał mistrzostwo świata producentów i kierowców. 
Od kwietnia 2015 roku zespół występuje jako Toyota Gazoo Racing. Od 2016 roku zespół startuje samochodem Toyota TS050 Hybrid.
W trwającym 2 lata sezonie 2018/19 Toyota Gazoo Racing zajął 1. miejsce w klasyfikacji LMP1. Kierowcy Toyoty zajęli miejsca 1. (Fernando Alonso, Kazuki Nakajima, Sébastien Buemi) i 2. (José María López, Kamui Kobayashi, Mike Conway). Alonso, Nakajima i Buemi wygrali wyścig 24h Le Mans w 2018 i 2019 roku.

### Zespół Toyota Gazoo Racing WRT
30 stycznia 2015 Toyota oficjalnie ogłosiła swój powrót w sezonie 2017 do Rajdowych Samochodowych Mistrzostwach Świata. Na początku kierowcami Toyoty Yaris WRC zostali Finowie : Jari-Matti Latvala, Juho Hänninen i Esapekka Lappi. Na czele zespołu staje Tommi Mäkinen. W sezonie 2018 Hänninena zastąpił estoński kierowca, Ott Tänak. Zespół wygrał mistrzostwo świata producentów 2018.
W 2019 roku Lappiego zastąpił Kris Meeke. Ott Tänak zdobył mistrzostwo świata kierowców 2019.
W swoim czwartym sezonie  w WRC zespół wystartował z kierowcami Sebastienem Ogierem, Elfynem Evansem i Kalle Rovanperą.

### Zespół Toyota Gazoo Racing SA (zespół fabryczny w Rajdzie Dakar)
Oficjalny zespół Toyoty startujący w Rajdzie Dakar. Jego siedziba znajduje się w Republice Południowej Afryki. Nazwę Toyota Gazoo Racing SA zespół przyjął w 2016 roku. Wcześniej startował pod nazwą Imperial Toyota. Zespół startuje prototypowymi Hiluxami w klasie T1. W 2019 roku zajął pierwsze miejsce w klasyfikacji generalnej samochodów.
W 2016 roku Nasser Al-Attiyah zajął 2. miejsce, a Giniel de Villiers 3. miejsce w klasyfikacji generalnej rajdu.
W 2017 roku Giniel de Villiers zajął 5. miejsce.
W 2018 roku zespół wystartował nową generacją Dakar Hiluxa. Nasser Al-Attiyah zajął 2. miejsce, a Giniel de Villiers 3. miejsce. 
W 2019 roku Nasser Al-Attiyah wywalczył pierwsze zwycięstwo Toyoty w Rajdzie Dakar. 
W 2020 roku  Nasser Al-Attiyah zajął 2. miejsce, tracąc 06:21 minut do Carlosa Sainza. Giniel de Villiers zajął 5. miejsce, a Bernhard Ten Brinke był siódmy.

### Inne serie
Toyota Gazoo Racing startuje także w niemieckim wyścigu Nürburgring 24h, japońskich seriach Super GT i Super Formula, argentyńskiej serii Super TC 2000.

## Samochody

### Wyczynowe samochody Toyota Gazoo Racing
Toyota Yaris WRC (od 2017)
Dakar Hilux

### Wyczynowe samochody dla zespołów prywatnych
Toyota Supra GT4 - samochód wyścigowy produkowany od 2020 roku

### Samochody sportowe
Toyota GR Supra 5. generacji (2019)
Toyota GR Yaris (2020) - opracowana na bazie Yarisa 4. generacji. Łączy platformę GA-B Yarisa 4. generacji z platformą GA-C Corolli 12. generacji.

#### Seria GR
Wiosną 2017 roku na salonie w Genewie zadebiutował hot hatch Yaris GRMN. We wrześniu Toyota ogłosiła, że tworzy nową markę sportowych samochodów GR (od Gazoo Racing). Początkowo w Japonii w 2017 roku zadebiutowało 7 usportowionych modeli z serii GR.
Seria GR obejmuje usportowione wersje seryjnych samochodów Toyoty na trzech poziomach: najniższym GR Sport, średnim GR i najwyższym GRMN. W ofercie Toyoty w Japonii pojawiły się także części do tuningu GR Parts.
W Polsce seria GR jest reprezentowana przez modele:
Yaris GRMN - limitowana edycja 600 samochodów dostępna w 2017 roku
Yaris GR Sport - opracowany na bazie 3. generacji Yarisa, zadebiutował na targach w Paryżu w 2018 roku, produkowany w 2019 roku.
Corolla GR Sport - opracowana na bazie 12. generacji Corolli, w sprzedaży w Polsce od kwietnia 2020 roku.

### Koncepty
Toyota GR Supra Racing Concept z 2018